# Piazza Gutenberg

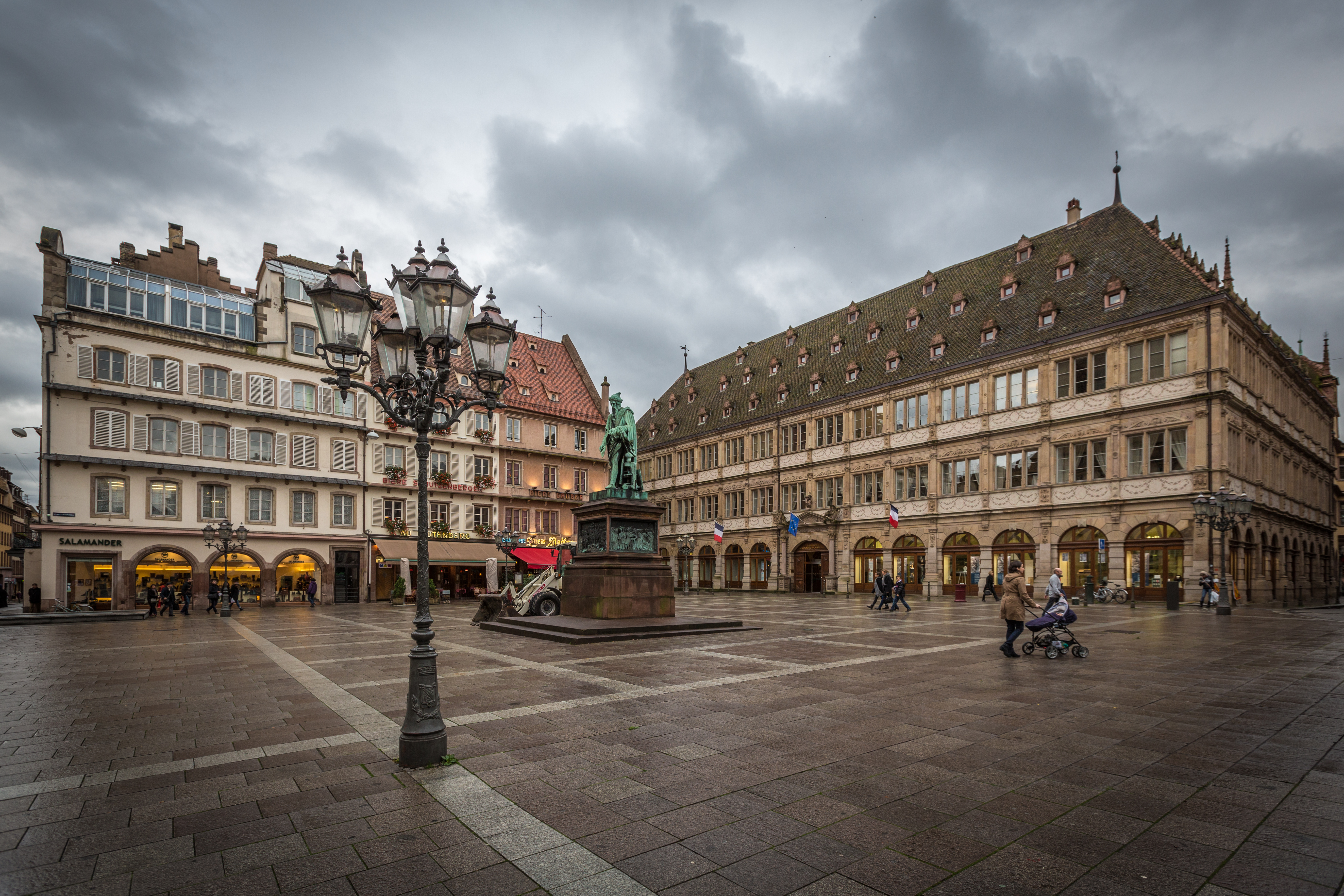
Piazza Gutenberg, il Neue Bau e la statua di Gutenberg.

Piazza Gutenberg si trova sulla Grande Île a Strasburgo. Fu costruita intorno al 1100.

## Edifici principali
Al centro della piazza si trova la statua dello stampatore Johannes Gutenberg , con in mano una pergamena dove è scritto: "E la luce fu". Gutenberg, nato a Magonza, nel Sacro Romano Impero, se non inventò la stampa a Strasburgo, almeno eseguì lì le sue prime opere di stampa, in particolare quella della Bibbia.
L'edificio principale che confina con la piazza è il Neue Bau, l'ex Municipio di Strasburgo e ora Camera di commercio e industria Eurometropolis dell'Alsazia.
Sulla piazza è installata una giostra in stile carosello. Nel seminterrato c'è un parcheggio pubblico.
A dicembre, vi si tiene un mercatino di Natale che ospita l'Operazione Strasburgo, la capitale del Natale.

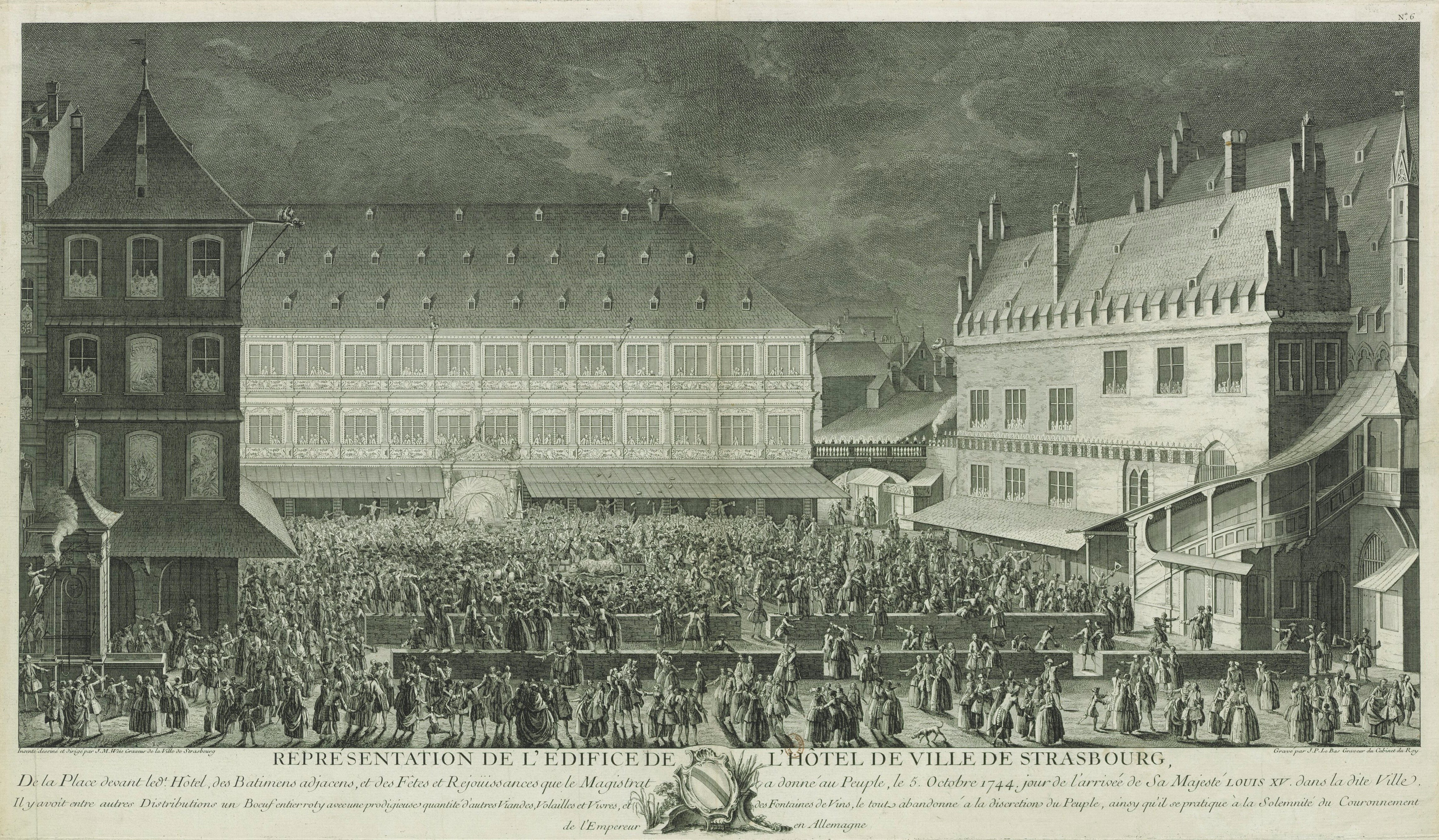
Piazza Gutenberg nel 1774.
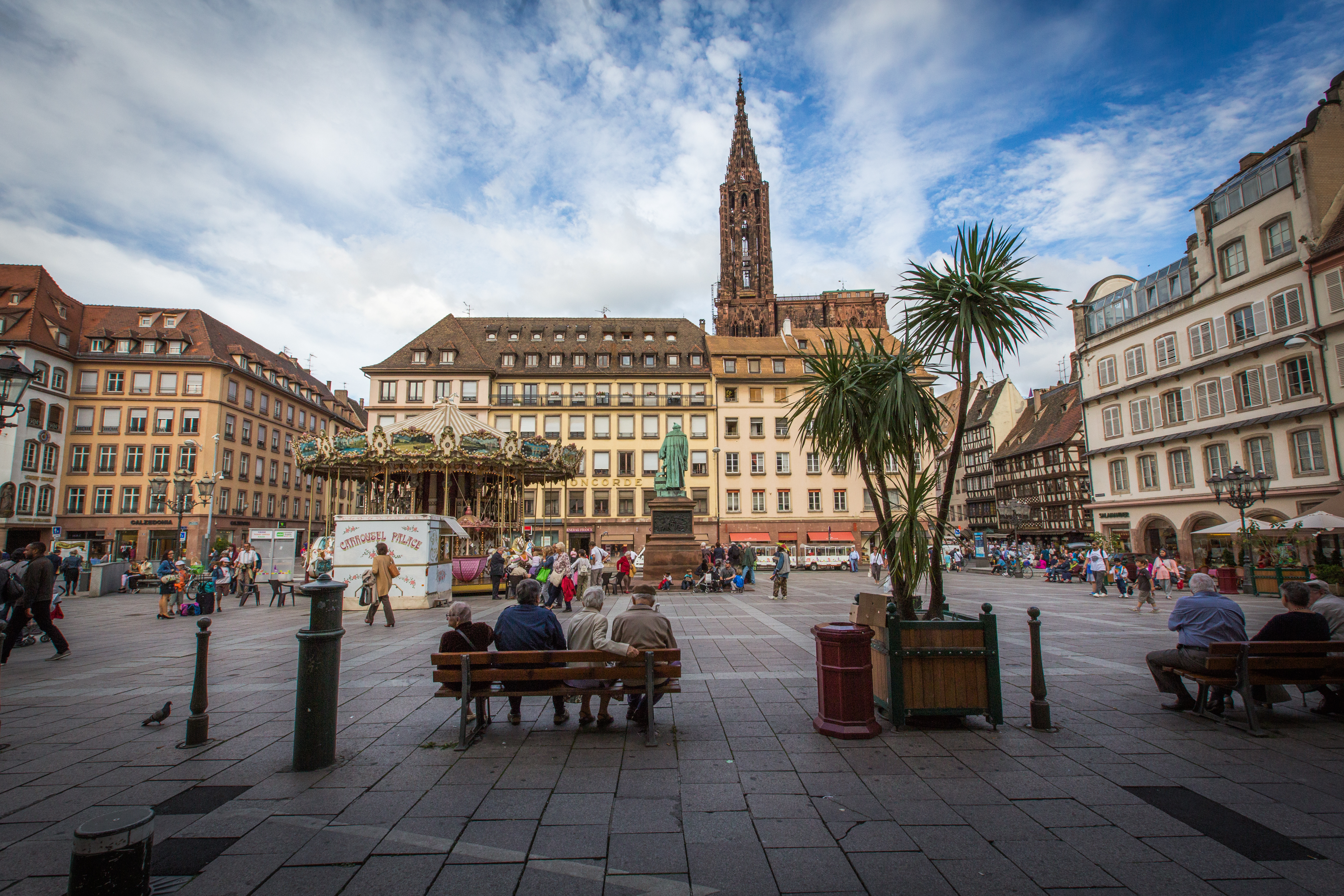
Vista generale della piazza.
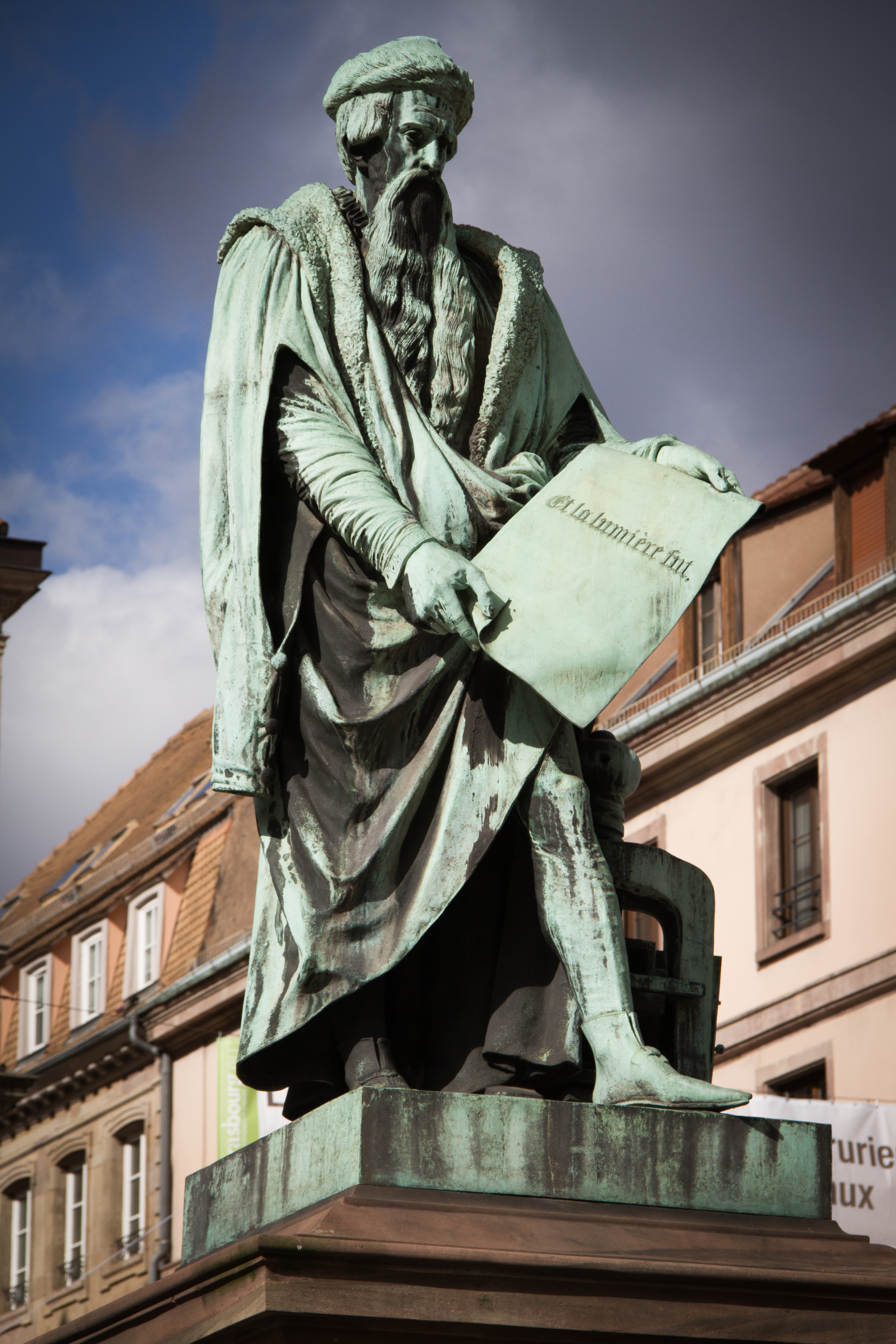
Monumento a Gutenberg di David d'Angers.
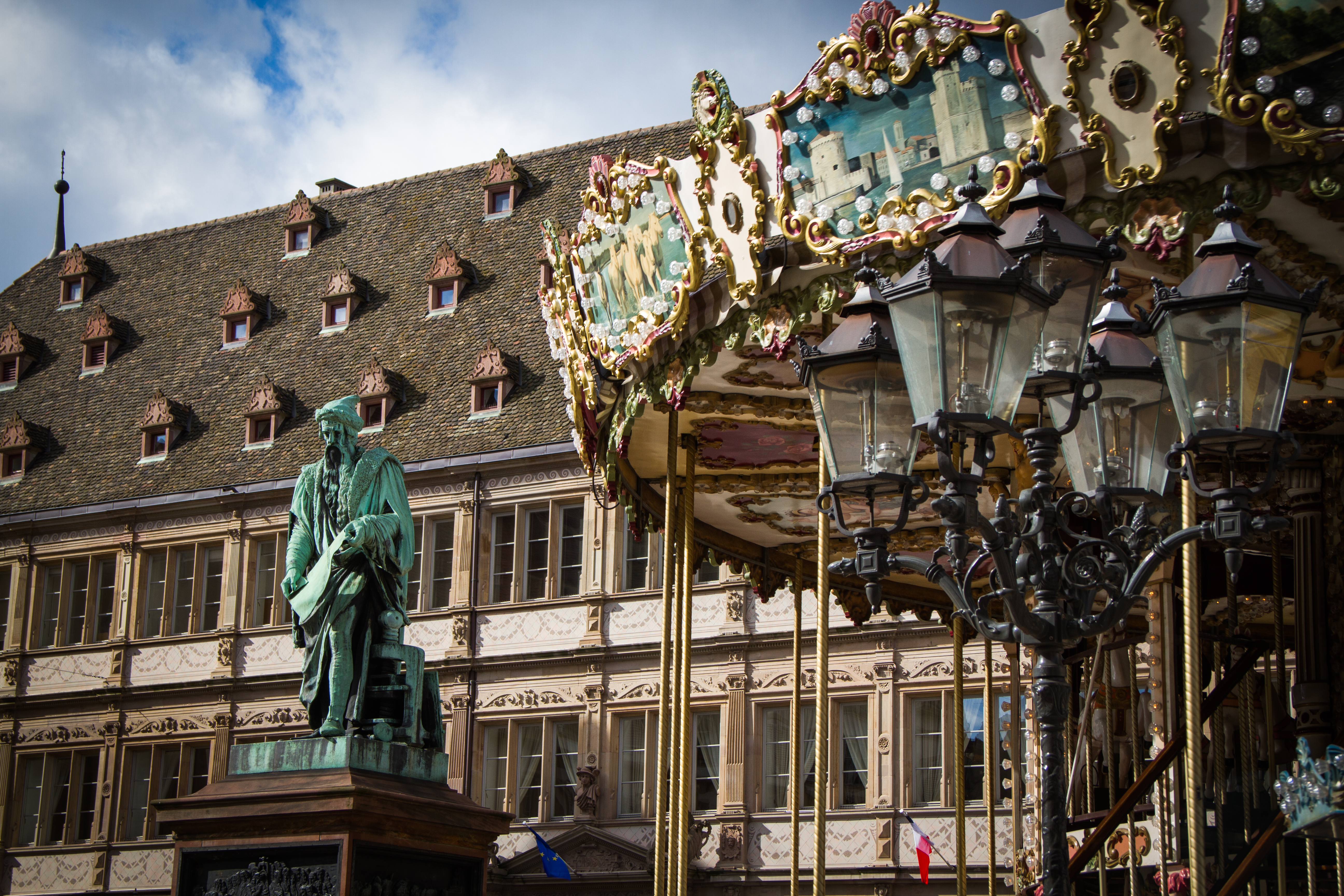
Neue Bau (ex Municipio, attuale sede della Camera di commercio e dell'industria di Strasburgo e Basso Reno) e statua di Gutenberg.
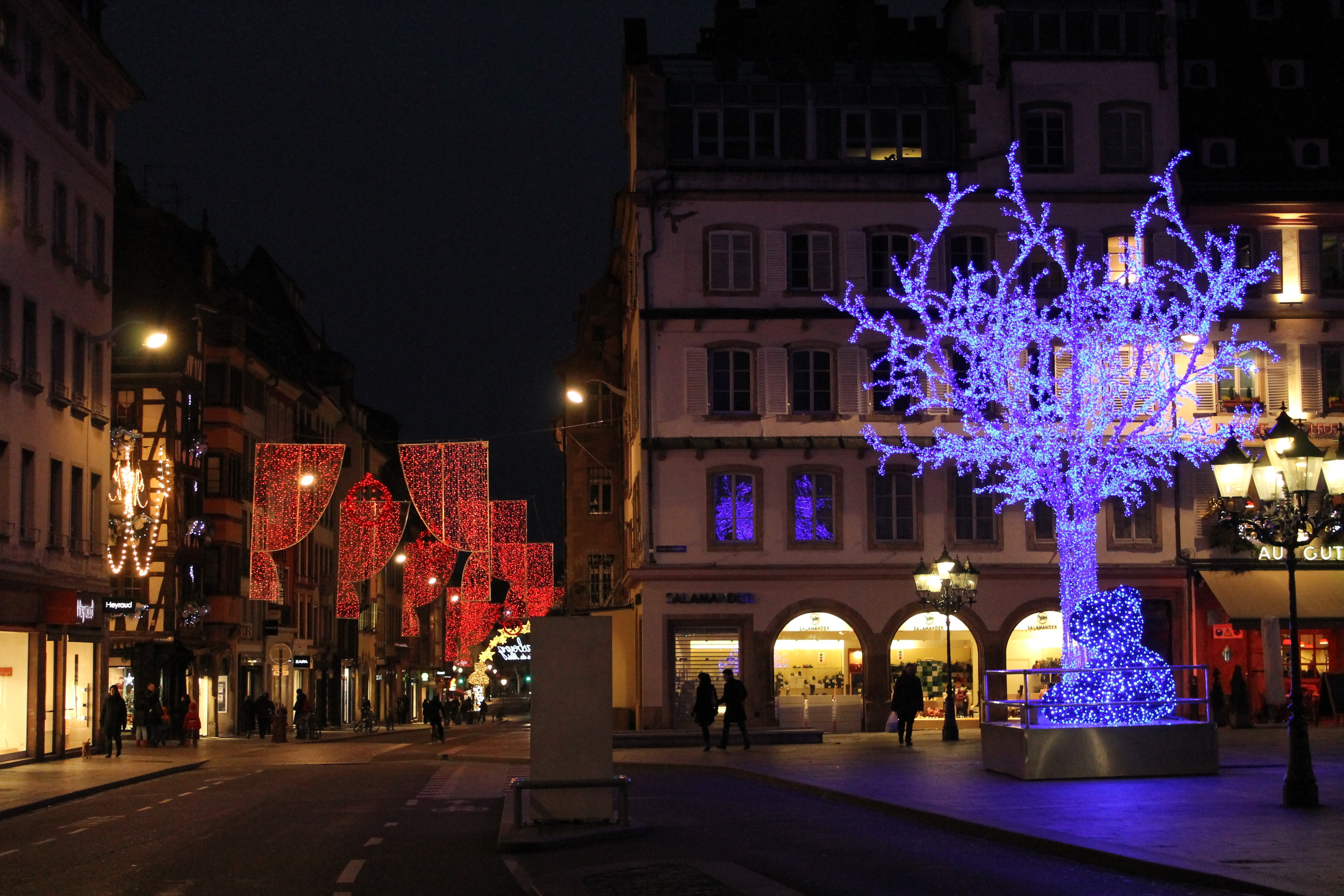
Piazza in notturna con addobbi natalizi.

## Storia
Precedentemente nota come Place du Marché aux Herbes , prese il nome attuale prima del 1863 .
Ai numeri 1 e 2 della piazza, nel 1779, venne aperto Schwowelade, chincaglieria centrale, l'antesignano di un grande negozio di bricolage che gli abitanti di Strasburgo conoscevano come "Schwowelade", una traduzione alsaziana di "negozio tedesco" (lo "Schwowe" o " Svevi ", con cui lo descrivono quasi tutti coloro che vivono dall'altra parte del Reno), a causa dell'origine del suo proprietario, Paul Siebler-Ferry (1867-1948), originario di Lenzkirch, nella vicina Foresta Nera. Il negozio, acquistato dall'alsaziano Rueff dopo il 1918 con il ritorno dell'Alsazia alla Francia, venne gestito, dagli anni 1930, da Joseph Camille Pfrunner (1888-1959), e non smise di crescere, prendendo il nome di "Chincaglieria centrale di Strasburgo". Tornato al figlio dell'ex proprietario, Arno Siebler-Ferry nel 1940, fu distrutto l'11 agosto 1944 durante i bombardamenti che colpirono l'edificio e dall'incendio che ne seguì. Arno Siebler-Ferry venne ucciso in quella occasione. Dopo la guerra l'edificio venne ricostruito e destinato ad altri usi.